# Ait Haddou Youssef
Ait Haddou Youssef  (in arabo أيت حدو يوسف‎?) è un centro abitato e comune rurale del Marocco situato nella provincia di Chichaoua, regione di Marrakech-Safi. Conta una popolazione di 6 263 abitanti (censimento 2014).